# Queen Victoria Building

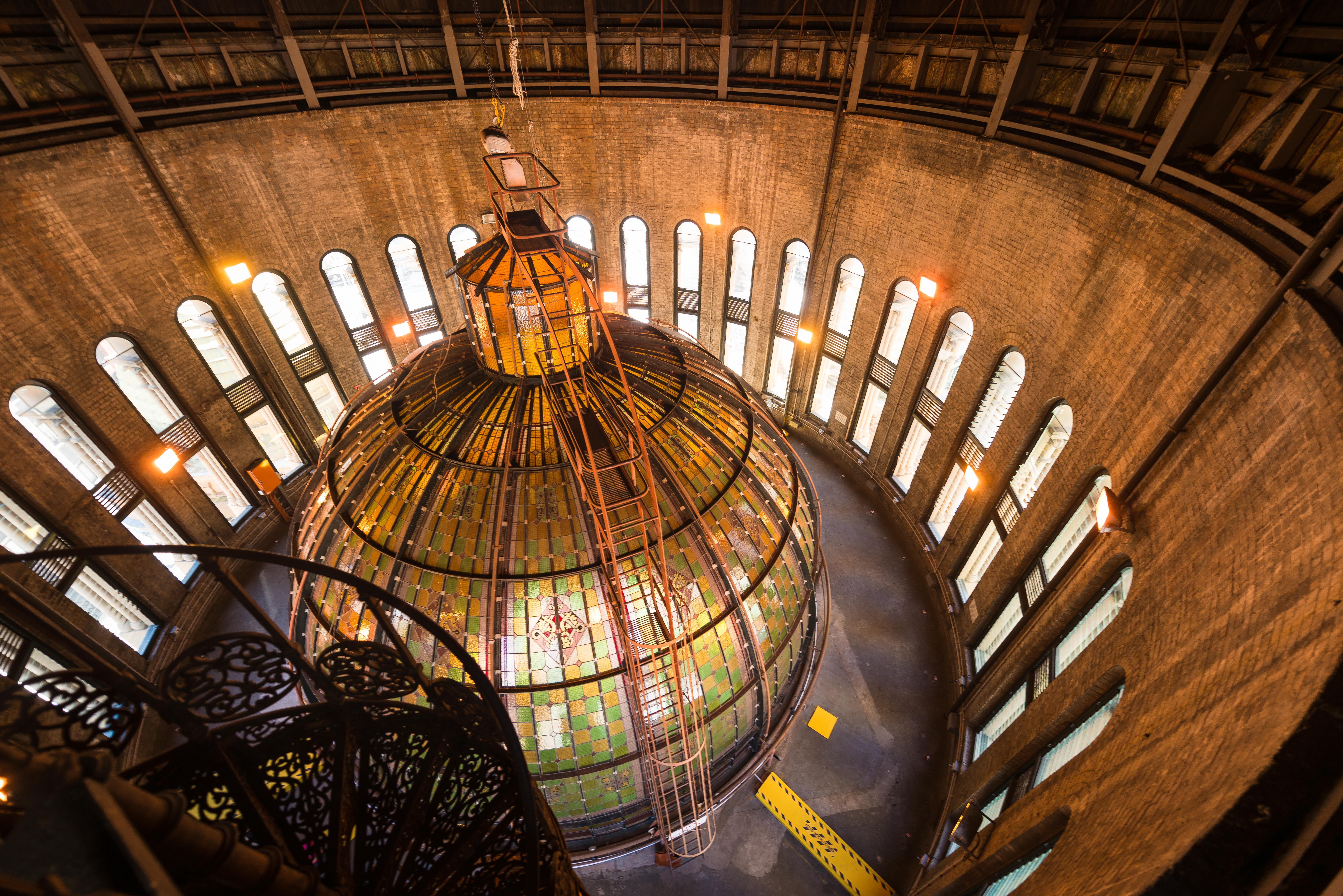
Los vitrales del domo restaurados por arriba

El Queen Victoria Building es un edificio que pertenece al siglo XIX que está ubicado en el centro financiero de Sídney, Australia. Este edificio fue diseñado por el arquitecto George McRae. El edificio representa la época del neorrománico, fue construido entre 1893 y 1898 y mide 30 metros de ancho por 190 metros de largo. El edificio cubre las calles George, Market, York y Druit las cuales están alrededor del edificio. También fue diseñado para un mercado, fue usado para varios propósitos, fue remodelado y sufrió una decadencia hasta que fue restaurado a su diseñado original a fines del siglo XX.

## Arquitectura

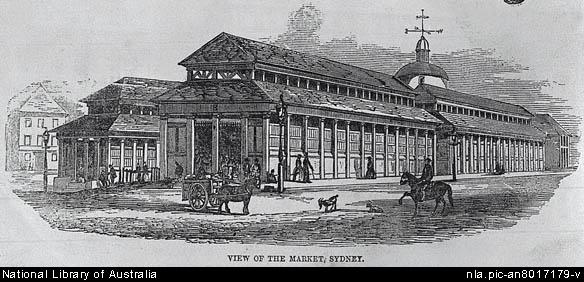
El engravado del antiguo Sídney Markets (1850)

### Sitio y precursores
El sitio ha estado bajo el control del ayuntamiento de Sídney desde 1842, cuando el resto de la ciudad fue incluida. Anteriormente este sitio fue ocupado por mercados municipales por Gregory Blaxland.  como una ¨simple casa de almacenamientos.¨ Durante el liderazgo del Gobernador Lachlan Macquarie, el Queen Victoria Building fue posteriormente imaginado como una ¨Gran Plaza Cívica¨ por el arquitecto Francis Greenway. Durante la época de 1830 ¨Cuatro salas de piedra¨ fueron edificadas y diseñadas por Ambrose Hallen y después el sitio fue seleccionado para construir ¨un maravilloso centro financiero".

### Diseño

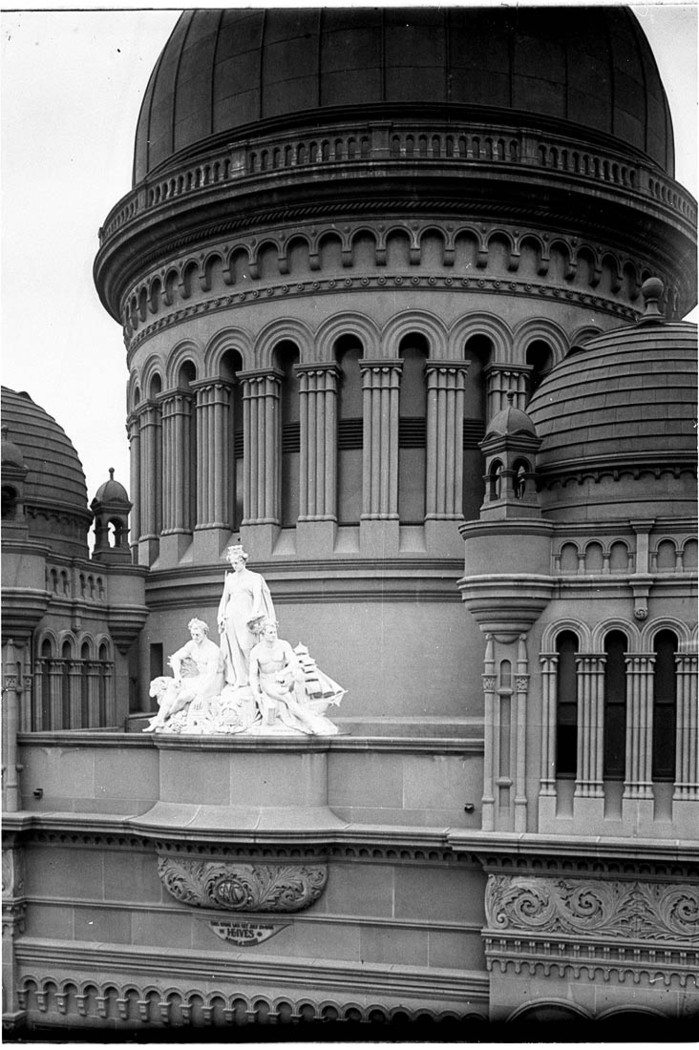
Las cúpulas del Queen Victoria Building y las esculturas de mármol diseñadas por William Priestly MacIntosh (Perier)

El edificio fue diseñado a una “gran escala estilo catedral”   por el arquitecto George McRae, un arquitecto escocés que emigró a Sídney en 1884. Para entonces la ciudad de Sídney estaba pasando por un boom de edificaciones de edificios y por consiguiente en el ámbito de la arquitectura “ninguna escuela exclusivamente o estilo había predominado”  McRae produjo cuatro diseños para el edificio con diferentes estilos (Gótico, Renacimiento, el estilo Reina Ana y el estilo Románico) de los cuales el ayuntamiento podía elegir.  El ayuntamiento eligió el estilo Románico Victoriano el cual combina con la influencia del arquitecto americano Henry Hobson Richardson. El uso de las columnas, los arcos y detalles sobresalientes los cuales fueron usados por McRae en un diseño elegido típicamente al estilo románico richardsoniano un estilo ecléctico el cual se estableció de manera identificable entre 1877 y 1886.

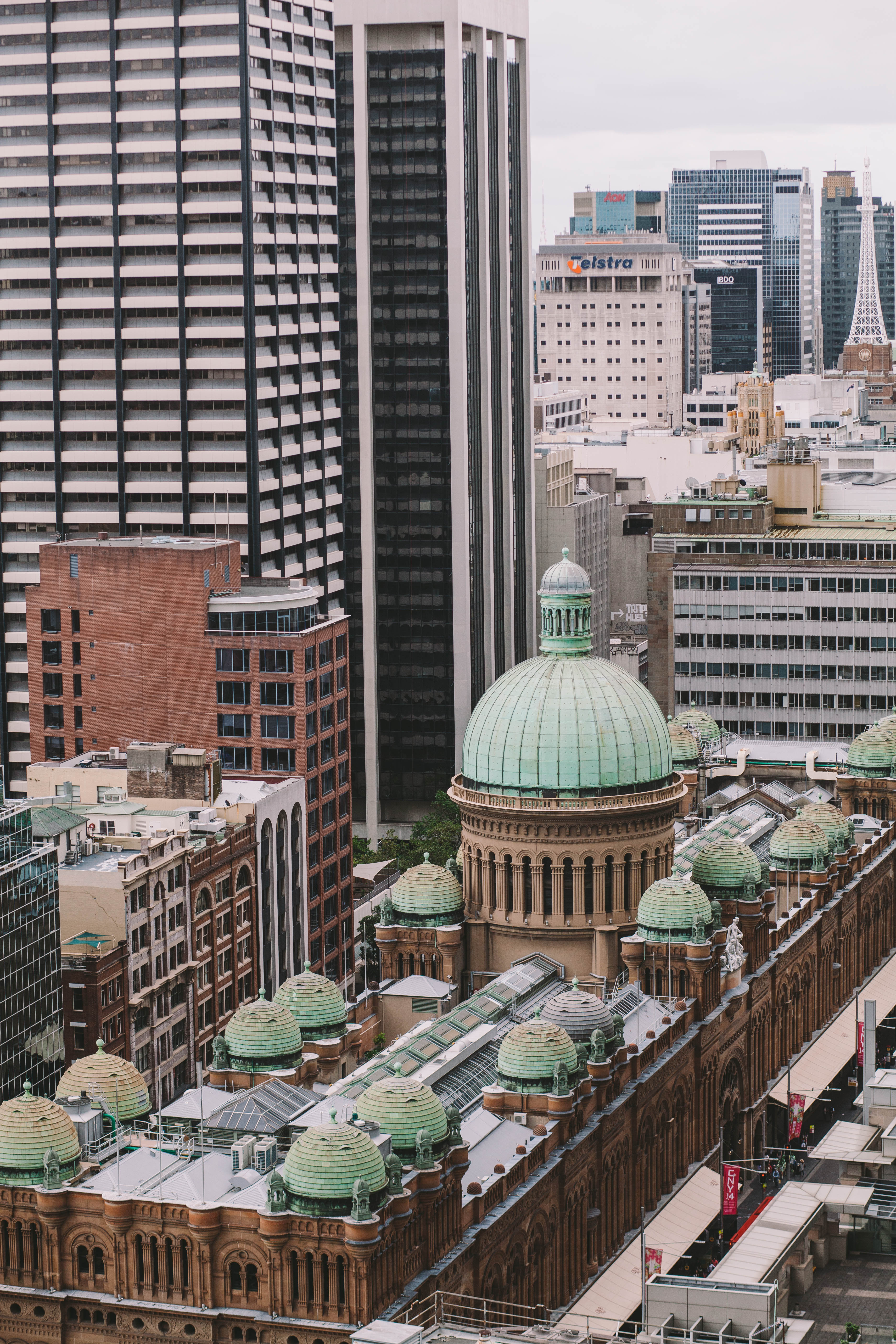
Imagen aérea del QVB muestra la posición de las cúpulas

Las características que dominan el edificio es la cúpula central que consiste en una cúpula de vidrio al interior y una fachada de cobre enfundado al exterior, encabezada por otra cúpula encima. Hay cúpulas de tamaños más pequeñas las cuales están ubicadas en el techo y también están incluidas en cada esquina en el techo del edificio rectangular. Las vidrieras de colores incluyendo las ventanillas en forma de rueda de carro que representan el escudo de la ciudad de Sídney y a la vez permiten que entre la luz al área central, y también el techo mismo incorpora arcos de claraboyas que recorren en sentido longitudinal en dirección norte y sur desde la cúpula central. Las columnatas, los arcos, balaustradas y cúpulas típicamente un estilo intricado Victoriano.

### La arquitectura exterior
En la entrada de la York Street y en la George Street (los dos lados largos del edificio) hay dos figuras alegóricamente de mármol que fueron diseñadas por William Priestly Macintosh y fueron seleccionadas por un comité en la cual participaron el Alcalde (Alderman Ives), el arquitecto del gobierno (Walter Liberty Vernon)  y el arquitecto de la ciudad  (McRae) entre los diseños que se presentaron y que fueron exhibidos en el Ayuntamiento de Sídney, había uno que fue presentado por la primera mujer escultura australiana, Theodora Cowan. Los dos grupos alegóricos de MacIntosh que ganaron consistieron en una figura céntrica del ¨Genio de la ciudad¨ y la otra del ¨Genio de la civilización¨ que se dijo que fueron modelados por la nadadora australiana Percy Cavill. Estas figuras fueron descritas de la siguiente manera:

El grupo de George Street
Parada en un pedestal alto en el centro hay una figura femenina ligeramente tapada con una túnica suelta que representa "El genio guardián de la ciudad", con el símbolo de la sabiduría en una mano y en la otra el símbolo de la justicia. Ella está coronada con la corona cívica y una corona de Waratah. A sus pies hay un escudo que lleva el escudo de la ciudad. A su derecha hay una figura masculina, musculosa, semidesnuda que está sentada, la cual representa el trabajo y la industria, con los símbolos apropiados del vis, trigo, un carnero, fruta, y una colmena que está agrupada a su alrededor. Al lado izquierdo de la figura femenina hay una figura masculina que representa el comercio y el intercambio.  A la izquierda de la figura masculina, se muestra un barco que está en completa navegación. Hay un bolso con dinero en una de sus manos, y el libro de contabilidad en la otra. Ambas figuras llevan una corona de olivo,  que representa el símbolo de la paz. 

El grupo de York Street
La figura central es de un joven vigoroso que representa la civilización con una antorcha en alto para guiar mejor la ciencia, las artes y manualidades por dos bellas jóvenes semidesnudas. La ciencia tiene un compás y está verificando los hechos mencionados en un manuscrito que tiene en su mano izquierda. Ella está pensativa en un buen contraste a su hermana que representa el arte y las manualidades y que tiene una mirada de dar la bienvenida y de súplica…

La aprobación para la arquitectura exterior para el segundo grupo fue aprobada en febrero de 1898. [13] El señor McRae estaba ¨bastante satisfecho´´ por la decisión tomada, aunque él hubiese preferido que se hicieran las estatuas en bronce.

## El nombramiento
En 1897 el ayuntamiento determinó "dedicar los nuevos edificios mercaderos" a la reina Victoria y nombrarlos los Edificios Mercaderos de la Reina Victoria (the Queen Victoria Market Buildings) en conmemoración a su jubileo de diamante, aunque todavía estaban en construcción
"…Para celebrar de una manera apropiada y gloriosa y sin precedentes el reinado de nuestra Majestad la reina, tan fructuosa en sus bendiciones al pueblo británico en cada país…". .
Los consejeros decidieron no pedirle su aprobación porque en parte hubiese sido “necesario poner el emblema real en el edificio".
Después de que originalmente el edificio fue usado por locales comerciales este fue reubicado en 1910. En 1918 el nombre fue enmendado a ¨Queen Victoria Buildings¨. Finalmente en 1987 el ayuntamiento anulo la resolución de 1918 y lo renombro el "Queen Victoria Building."

## El interior
El edificio consiste en cuatro pisos principales de tiendas comerciales. Los tres niveles altos tienen grandes aperturas (protegidas por una barandilla de decorado de hierro colado) las cuales permiten que la luz natural del techo iluminen los pisos de abajo. Muchos de los azulejos, especialmente los que están debajo de la cúpula son originales y el resto de los azulejos mantienen el estilo original de estos. Las arcadas subterráneas se dirigen hacia el sur de la estación de tren Town Hall y hacia el norte del edificio de Myer (Tienda de consumo de diversos productos muy famosa en Australia).
Una biblioteca pública fue planeada a partir de 1899  y ambas la biblioteca de la ciudad de Sídney y el departamento de energía eléctrica fueron inquilinos del Queen Victoria durante muchos años.

### Exhibiciones
Dos relojes mecánicos, cada uno con su diorama y figuras en movimiento que reflejan momentos históricos, se pueden ver desde la pasarela con barandilla adyacente. El reloj real se activa a la hora y muestra seis escenas de la realeza inglesa acompañado voluntariamente por la trompeta de Jeremiah Clarke. El gran reloj australiano fue diseñado y hecho por Chris Cook, pesa cuatro toneladas y mide diez metros de altura. El reloj incluye 33 escenas de la historia de Australia, vista bajo la perspectiva de los aborígenes australianos y europeos. Un cazador aborigen circula continuamente el exterior del reloj lo cual representa el tiempo que nunca termina.
El edificio también contiene muchas exhibiciones conmemorativas e históricas. Una de estas dos grandes vitrinas que fueron sacadas del edificio durante el periodo de 2009 al 2010, se destacaban. En la primera vitrina había una carroza de boda imperial china, fabricada completamente en jade, con un peso de más de dos toneladas. Esta es la única muestra que se encuentra fuera de la China. La segunda fue una estatua de tamaño real de la  Reina Victoria como copia de su regalía y de su coronación y rodeada de réplicas de las joyas de la Corona británica. Su figura entronizada gira lentamente a lo largo del día, fijando la mirada contempladora serena y juvenil del espectador.
En la planta más alta al lado del domo se visualiza una carta en un sobre cerrado la cual solo se puede abrir y leer en voz alta al público de Sídney por el futuro Alcalde de Sídney para el 2085. Fue escrita por la  Reina Elizabeth II en 1986 y nadie más sabe lo que contiene.

## Plaza Bicentenario

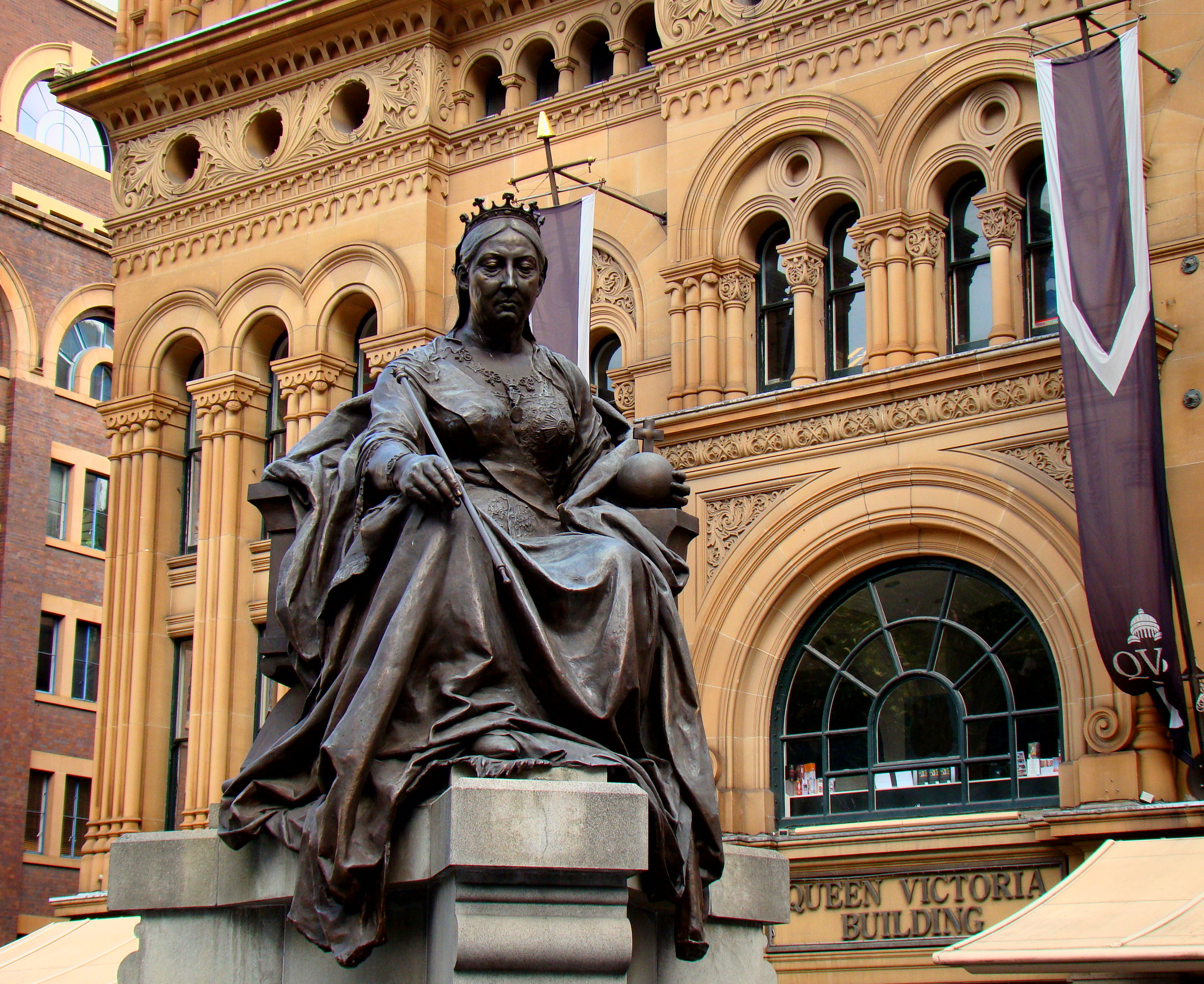
Estatua de la Reina VictoriaLa estatua de la Reina Victoria está a la entrada sur de la (Druitt Street)

La Plaza Bicentenario se encuentra al final del edificio en dirección sur, mirando hacia el Town Hall de Sídney al frente de la Druitt Street. Otra  estatua de la Reina Victoria, colocada en un pedestal de piedra de color gris claro, es una obra del escultor irlandés John Hughes.  Esta estatua se encontraba afuera de la Asamblea Legislativa de la República de Irlanda- Dáil Éireann en la Leinster House, Dublín- hasta el año 1947, cuando fue almacenada. El Gobierno de la República de Irlanda después se la regaló al pueblo de Sídney y se instauró en el lugar actual en 1987.
Muy cerca, se encuentra un pozo de los deseos con una escultura de bronce del perro favorito de la Reina Victoria, llamado “Islay”, que fue esculpido por el artista local Justin Robson. Un mensaje grabado con la voz de John Laws le pide a los espectadores a que den una donación y pidan un deseo. El dinero que se hecha al pozo, se destina a beneficiar a los niños sordos y ciegos.

## Historia

### Construcción
El edificio fue construido entre 1893 y 1898 por los hermanos Phippard (Henry, nació en 1854 y Edwin, nació en 1864), “los contratistas principales en Sídney”, cuyas canteras en Bowral  y Waverley suministraban la piedra traquítica y calcárea  respectivamente.

### Inauguración

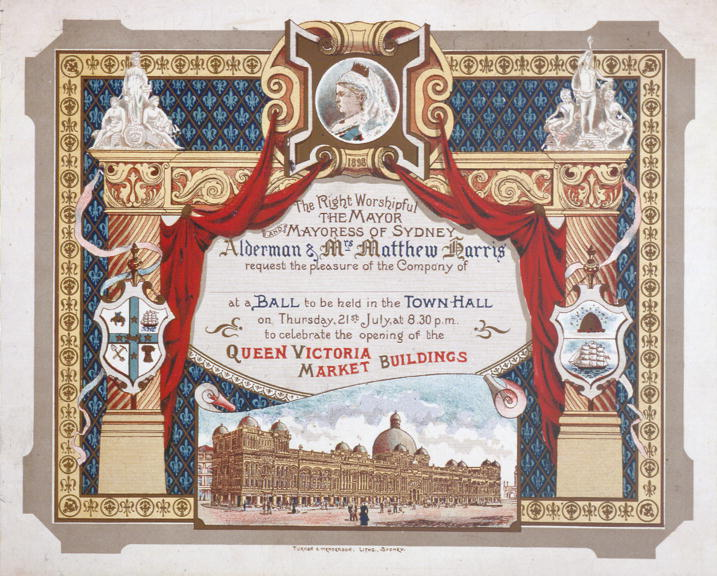
El 21 de julio de 1898 se entregó una invitación formal en blanco a la gala para celebrar la inauguración del Edificio Mercado de la Reina Victoria.

La apertura oficial del edificio fue el 21 de julio de 1898. y proporcionaba un entorno empresarial para los sastres, los comerciantes textiles, los/las peluqueros/-as, las floristerías y las cafeterías y para las salas de exposiciones y los salones de conciertos. Por la tarde hubo un Gran Baile de Gala para más de mil invitados que se celebró adyacente al Town Hall,. donde Matthew Harris, el entonces Alcalde de la ciudad de Sídney,, hizo un discurso que reflejaba la “fe en el futuro, el gran tema de optimismo de la era victoriana” diciendo que:

“Un edificio menos costoso podía haber acomodado a los comercios ampliamente, pero hubiese sido un despiste el haber estudiado solamente como afecta al presente hasta la exclusión de ese gran futuro que los hombres con la mirada puesta en el futuro, concuerdan que las posibilidades serían casi ilimitadas”.

La entrada de la “Druitt Street” fue inaugurada por la Sra. Alcaldesa con una llave conmemorativa de oro sólido con el modelo del domo principal y las pequeñas cúpulas, “con el valor de más de 50 libras”, fabricada por Fairfax y Roberts y presentada por los hermanos Phippard. El edificio fue alumbrado por alrededor de mil lámparas de incandescencia Welsbach, con la misma iluminación de alrededor de 70.000 velas, que producen una “percepción”  que hasta en el sótano se consideró “perfecto".

### Reformas de principios delsigloXX
Desde 1902, el Ayuntamiento tenía preocupaciones de que el edificio fuera un “activo no remunerado y minusvalía". Durante los años siguientes se hicieron varias propuestas de esquemas para vender, reformar y/o su demolición y se elaboraron informes. Los mercados que primeramente estaban dentro del edificio fueron reubicados al Haymarket  en 1910. En 1912 se describió como “un íncubo" y en 1915 y 1916 como un “’elefante blanco’ municipal"’. En 1913 la “decisión de restaurar fue aprobada por 10 votos a favor y 9 en contra” por encima de las opciones de demoler el edificio o venderlo. Aunque se aceptó que nada se podía hacer hasta después de la Guerra, in 1917 the Council accepted a tender for alterations to the building. en 1917 el Ayuntamiento aceptó la oferta de reforma del edificio.

### Deterioro y debate

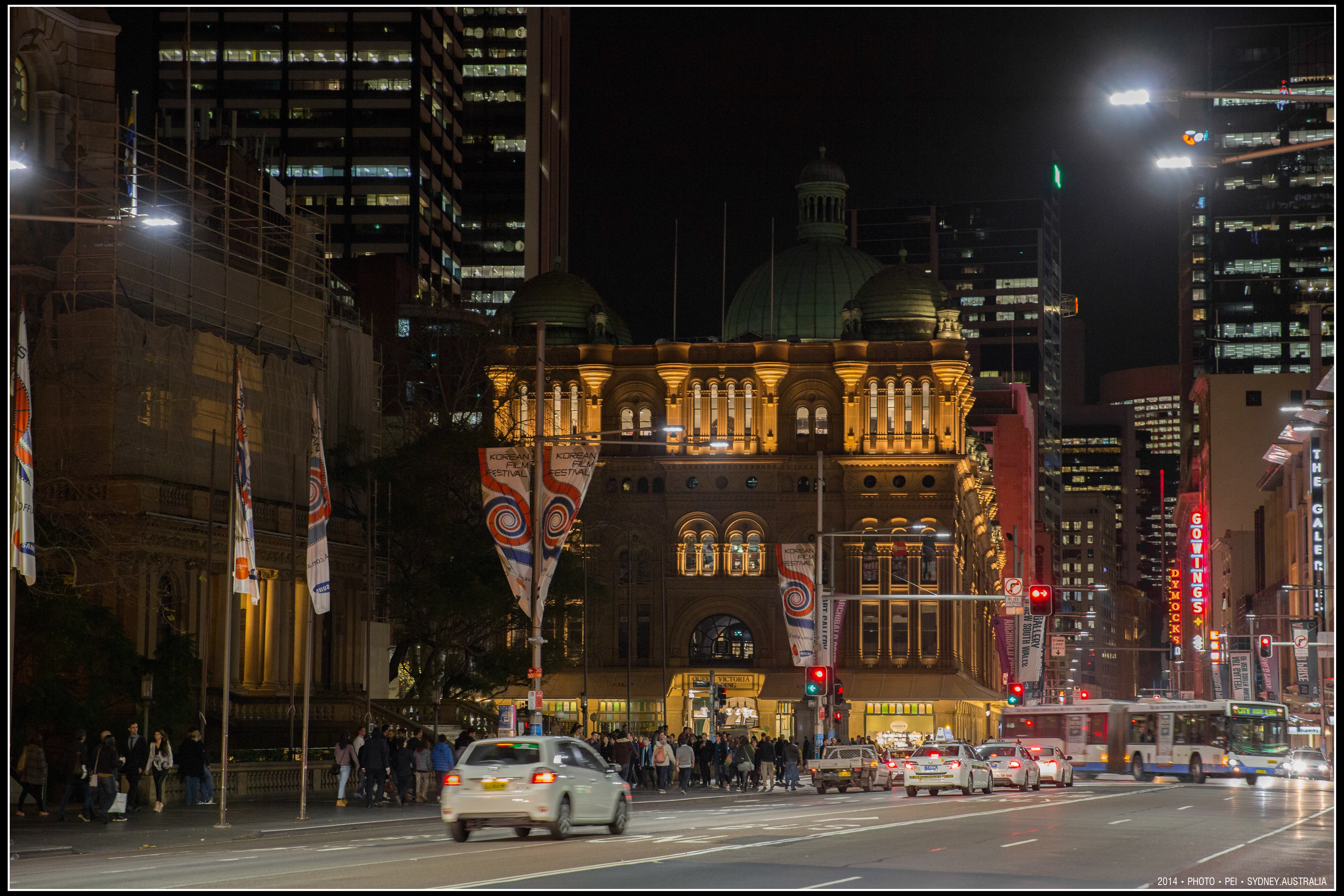
El edificio se ilumina por la noche, y a la derecha se encuentra George Street.

| Sus domos sueñan con Constantinopla; Su fachada pintoresca; Vidrieras de colores que brillan como el ópalo. Sídney románica. Te edificaron en las épocas de prosperidad, En los tiempos opulentos; Pero actualmente en los tiempos de prosperidad de los setentas. Los demoledores están más cerca. El nudo del ‘progreso’ lentamente ahoga El anciano y el valiente, Se construyen torres nuevas como enormes frascos De loción barata para después del afeitado. Como detestamos toda esa piedra arenisca tan dorada Como las guineas, obsoletas, Sin lugar donde estacionar nuestro Holden, O guardar nuestros minis. Un estacionamiento, un banco o un urinario, Adornaría tal lugar; El final podría ser sin dolor y lo último, El suceso ocurre por la noche. No nos molestaran las sabandijas reaccionarias, Ni dominara el sentimiento; ¿Cómo nos juzgara la posteridad, En diez años? Barry Humphries (1971) |

Entre 1934 y 1938 los edificios que ocupaba el consejo nacional de Sídney fueron remodelados al estilo art déco. El edificio se fue deteriorando y en 1959 fue una vez más amenazado de demolición. Las propuestas para el reemplazo del edificio,  cuyo muchos consideraban “que su demolición ya debía haber ocurrido”, incluían propuestas de poner una fuente, de una plaza y de un estacionamiento.
El debate abarcaba temas desde si se debiera o no demoler el edificio, hasta el propósito del edificio si se conservara y esto dio lugar a una campaña para conservarlo que contaba con el apoyo de reuniones públicas, cartas a los editores, la Organización Internacional del Fideicomiso de Australia y el Instituto Real de Arquitectos Australiano (NSW) y también un grupo denominado “los amigos del Queen Victoria Building". El 31 de mayo de 1971, el Sr.  Alcalde de Sídney proclamó que el edificio se iba a restaurar. En 1974, se clasificó por el Fideicomiso, con la clasificación “A” y fue definida como “que estaba en necesidad urgente de adquisición y conservación".
En enero de 1978, el bombardeo del Hilton daño el cristal del Queen Victoria Building (QVB por sus siglas en inglés) y se tuvo que reemplazar en 1979.

### Restauración a finales delsigloXX
El Queen Victoria Building fue restaurado entre 1984 y 1986 por la empresa malaya, Ipoh Ltd (que ahora pertenece a la Corporación para la Inversión del Gobierno de Singapur), a un costo de $86 millones, bajo las condiciones estipuladas en el contrato de arrendamiento de 99 años por el ayuntamiento y ahora principalmente tiene boutiques finas y tiendas de marcas reconocidas. La restauración conservó las características ejemplares que incluían las escaleras de piedra traquítica, las superficies de azulejos mosaico y los capiteles de columna y se creó un establecimiento de comercio que acoge a tiendas de marcas de moda más prestigiosas, cafés y restaurantes reflejando el propósito original del edificio en la ciudad de Sídney.
"Si hay que sacar una enseñanza de este ejemplo para los proyectos de patrimonio, es que los edificios de patrimonio no solo deben ser restaurados sino que se deben aprovechar de manera que tienen que ser accesibles para el público en cualquier momento…"Yap Lim Sen (el Presidente de, Ipoh Ltd Australia)

### Restauraciones delsigloXXI
Entre el 2008 y el 2009, Ipoh hizo una restauración de $48 millones añadiendo nuevos esquemas de colores y escaparates, señalización en vidrio, barandillas de cristal y escaleras eléctricas que conectan la planta baja con el primer y el segundo piso. Esta reforma fue descrita por un crítico de arquitectura como un ejemplo de la tendencia de Sídney de “comenzar con algo maravilloso y después, con mucho cuidado y gastos, destrozarlo."

## Galería

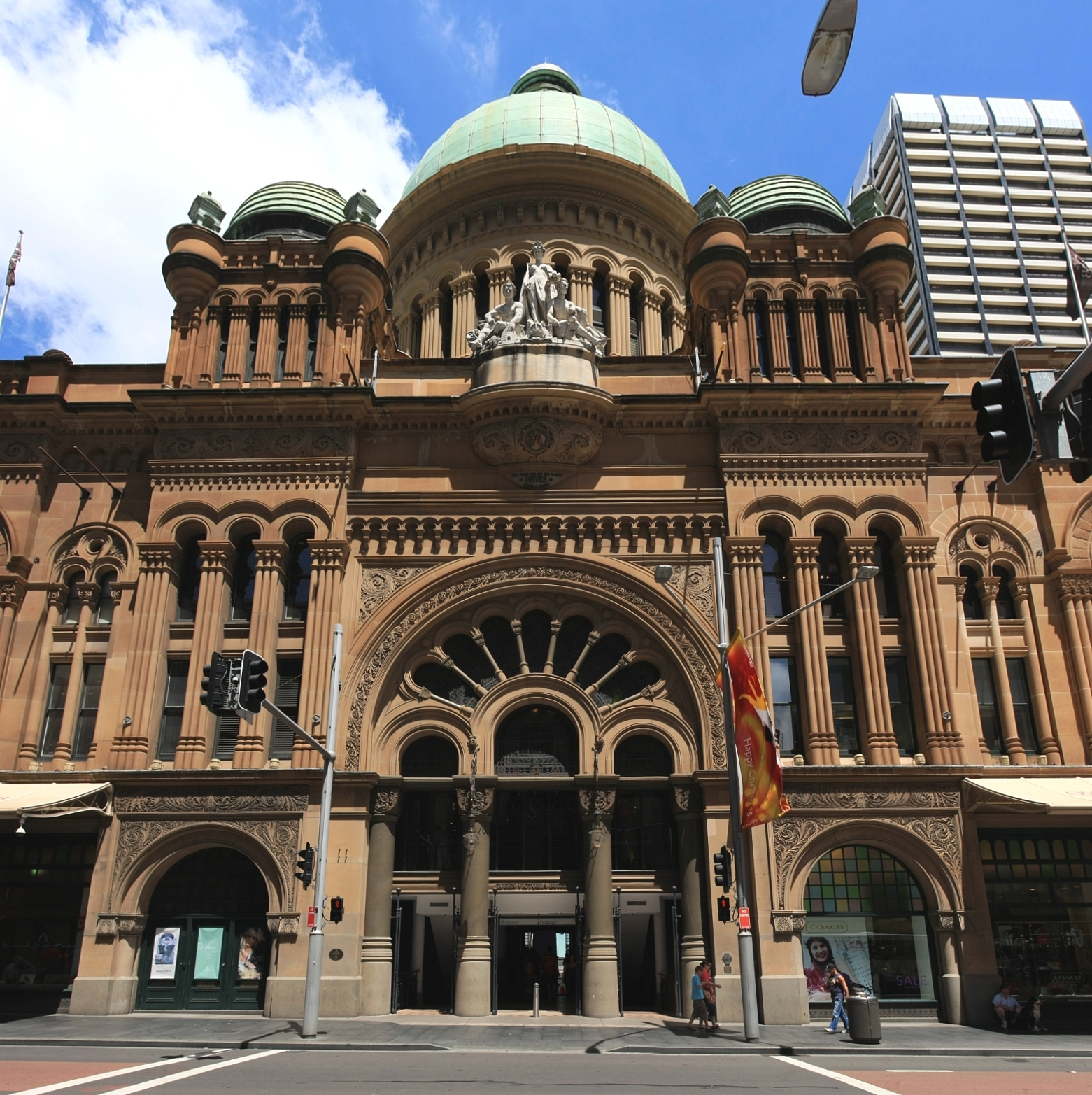
La entrada en el centro de la fachada de George Street
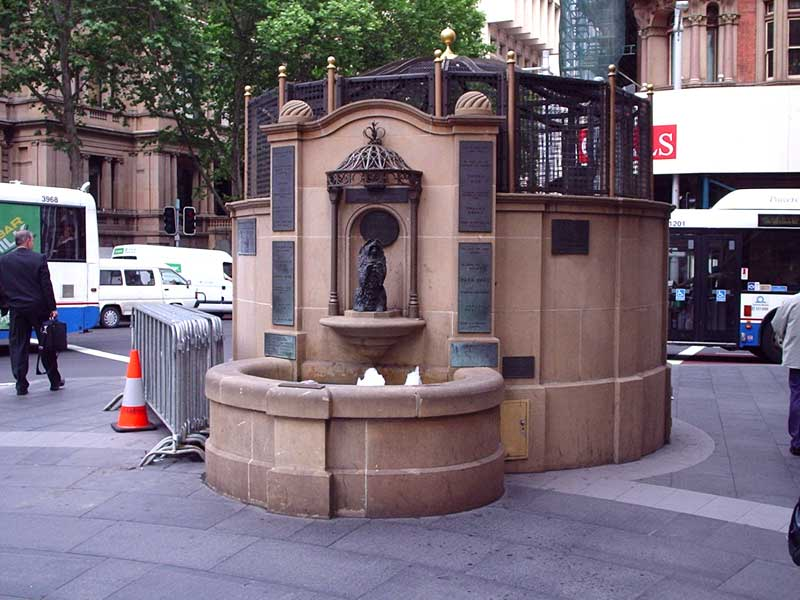
El pozo de deseos del QVB en la Plaza Bicentenario
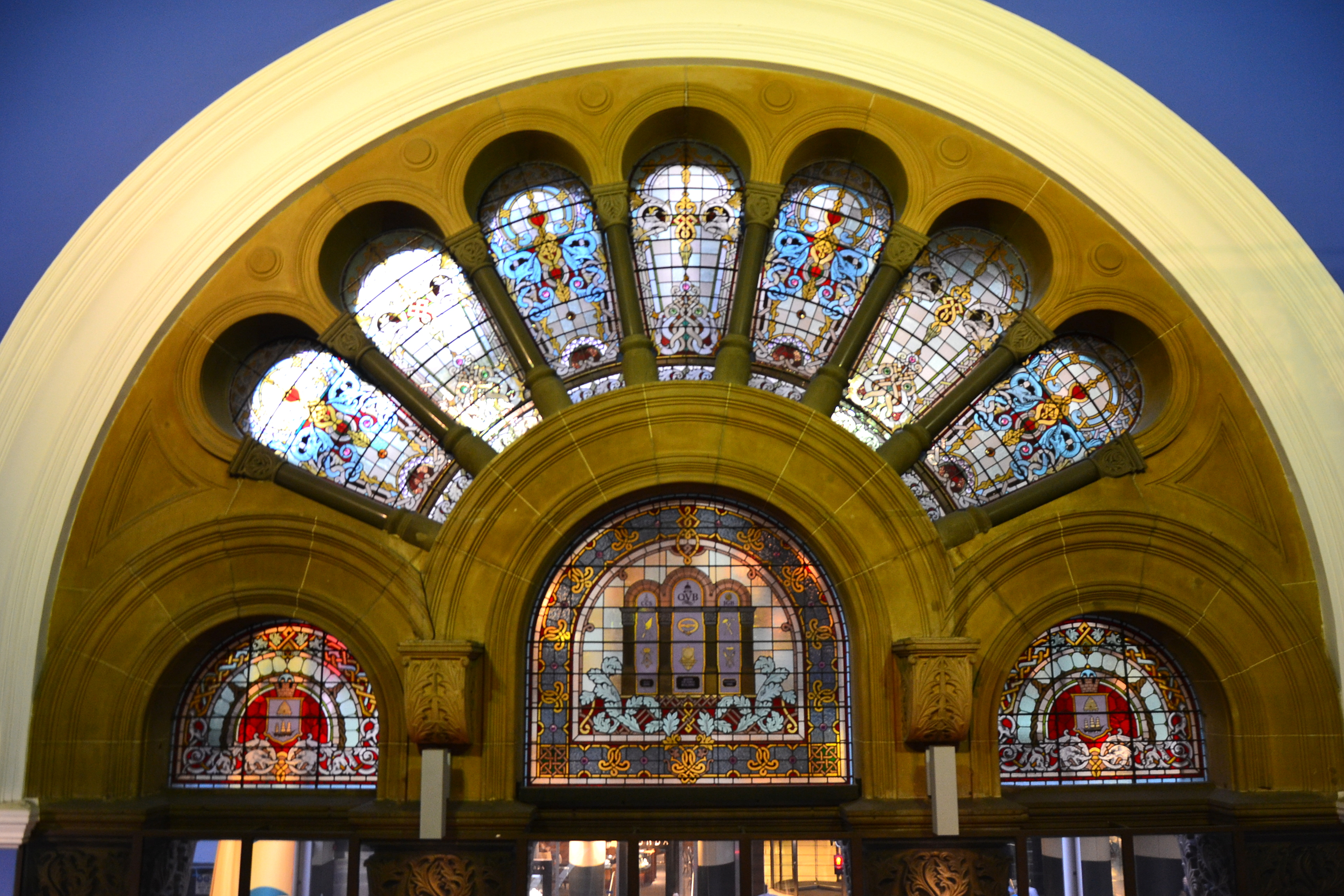
Las ventanas restauradas sobre la entrada de George Street
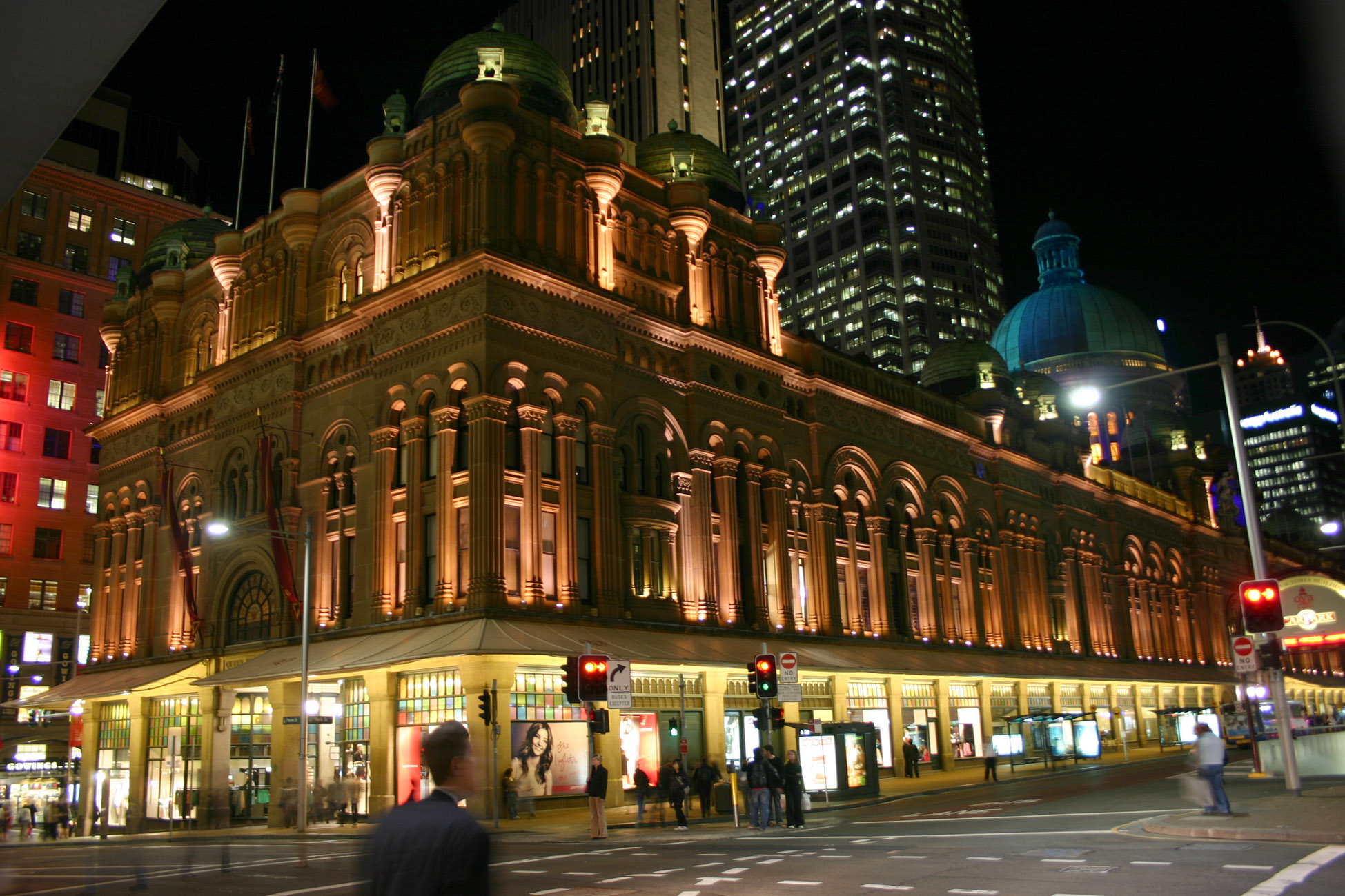
El edificio iluminado por la noche